# Пустошкины
Пустошкины — дворянский род.
Фёдор, Михаил и Григорий Семёновичи Пустошкины пожалованы от государей поместьями (1606). Иван Пустошкин написан в числе московских дворян и жильцов.
К роду принадлежали российские флотоводцы Семён Афанасьевич (1759—1846) — адмирал, сенатор и Павел Васильевич (1749—1828) — вице-адмирал, сподвижник Ф. Ф. Ушакова.
Этот род Пустошкиных внесён в VI часть родословных книг Новгородской и Санкт-Петербургской губерний .
Существует ещё несколько родов Пустошкиных, позднейшего происхождения.

## Описание герба
В красном поле изображена ветвь с тремя серебряными розами.
На щите дворянский коронованный шлем. Нашлемник: павлиньи перья. Намёт на щите красный, подложенный серебром. Щитодержатели: два горностая. Герб рода Пустошкиных внесён в Часть 6 Общего гербовника дворянских родов Всероссийской империи, стр. 39.

## Известные представители
- Пустошкин Степан Леонтьевич — воевода в Каргополе (1613—1615).
- Пустошкин Степан — дьяк, воевода в Перми (1616—1617).
- Пустошкин Михаил Степанович — московский дворянин (1640).
- Пустошкин Григорий Иванович — воевода в Ростове (1662—1663).
- Пустошкин Мокей Иванович — московский дворянин (1676).
- Пустошкин Павел Васильевич — кавалер ордена Святого Георгия 3-й степени (1792)[2][1][3].